# Cricotopus tamasimplex
Cricotopus tamasimplex är en tvåvingeart som beskrevs av Sasa 1981. Cricotopus tamasimplex ingår i släktet Cricotopus och familjen fjädermyggor. Inga underarter finns listade i Catalogue of Life.